# Quercus tomentella
Quercus tomentella — вид рослин з родини букових (Fagaceae); ендемік Канальних островів, США й о. Гваделупе, Мексика.

## Опис
У найкращих умовах можна досягти висоти від 7 до 12 м, але багато особин, що стикаються з найсильнішими вітрами, стискаються і згинаються. Розмноження через жолуді утруднене через вітри та скелястий ґрунт, тому багато внутрішніх гаїв постійно проростають з дорослих дерев. Кора червонувато-коричнева, тонка, луската, що стає сіруватою, ребристою. Гілочки волохаті, червоно-коричневі, жорсткі. Листки 5–10 × 2.5–5 см, вічнозелені, жорсткі, шкірясті, еліптичні або яйцюваті, іноді трохи довгасті; верхівка від загостреної до ослабленої; основа від тупої до округлої, серцеподібна чи ні; край злегка потовщений, сильно загнутий, хрящовий, цільний або округло-зубчасто-зубчастий з 3–7 парами зубів; верх глянсовий темно-зелений або жовтувато-зелений, голий або з деякими розсіяними трихомами, головним чином біля основи серединної жилки; низ сіруватий, густо запушений; ніжка листка товста, з іржавими волосками, 3–10 мм. Тичинкові квітки в сережках довжиною 5–8 см; жіночі суцвіття малоквіткові. Жолуді поодинокі або рідко парні; горіх світло-коричневий, яйцюватий, 20–30 × 15–20 мм, верхівка округла; чашечка неглибоко чашоподібної форми, з глибиною 4–8 мм і шириною 15–30 мм; дозріває у 2 роки.
Період цвітіння: квітень — травень. Період плодоношення: серпень — жовтень.

## Середовище проживання
Ендемік Канальних островів (Санта-Роза, Санта-Круз, Анакапа, Санта-Каталіна та Сан-Клементе) біля узбережжя Каліфорнії, США й острова Гваделупе, Мексика.
Острови, де зараз мешкає вид, захищають від морозу та посухи, а також забезпечують велику кількість дощів і туманів, але сильний вітер не дає дереву процвітати занадто близько до узбережжя. Q. tomentella віддає перевагу глибоким вологим ґрунтам у захищених місцях, але може вижити практично в будь-якому типі ґрунту. Росте на висотах 100–650 м.

## Загрози
Основними загрозами є минуле надмірне випасання худобою. Після остаточного вилучення худоби наприкінці 20 століття залишилися загрози випасу бізонами й оленями (Odocoileus hemionus), тривалі сухі сезони.

## Етимологія
лат. tomentum — «вовнистий», ellus — зменшувальний суфікс.

## Галерея

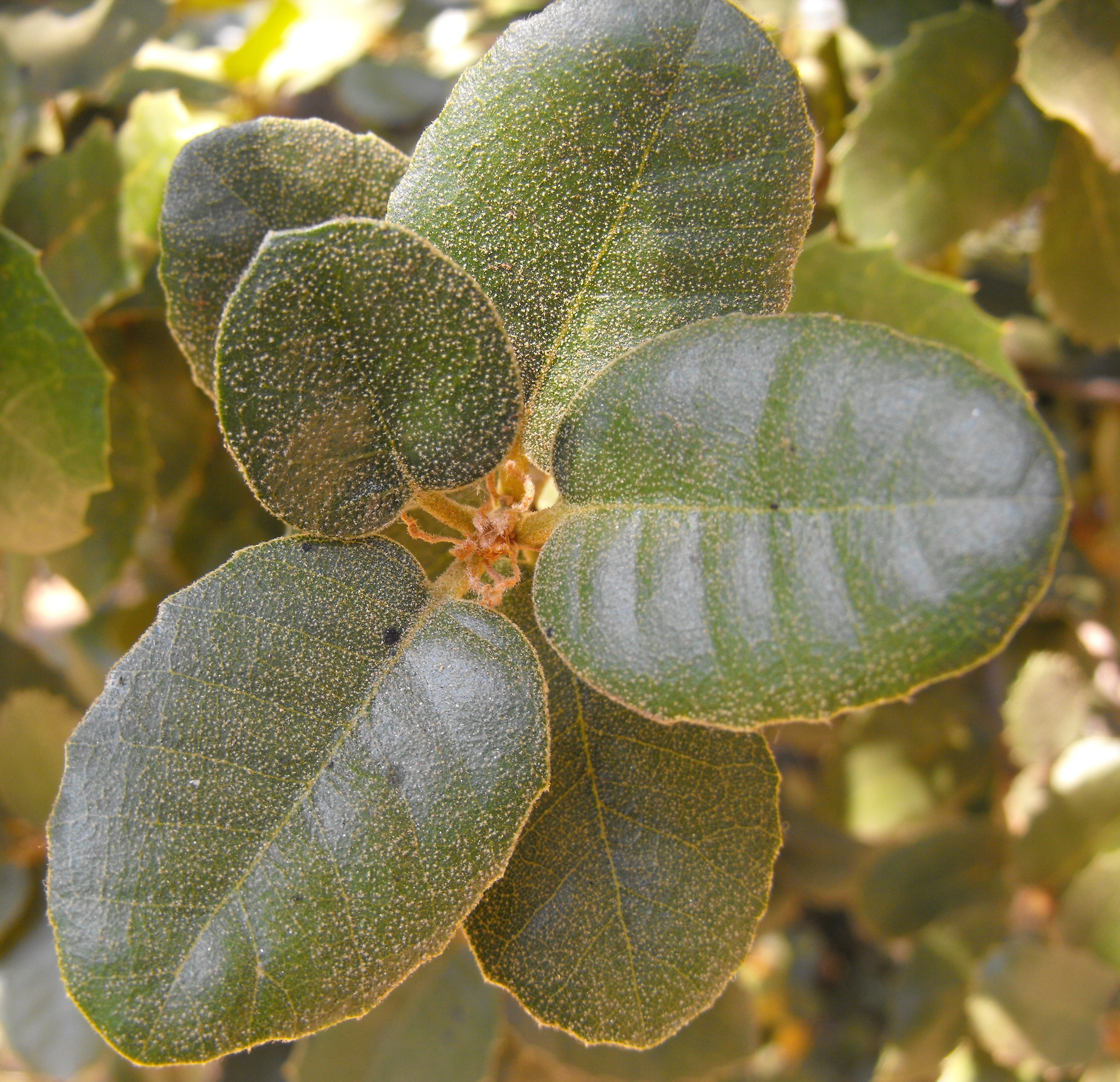
листя
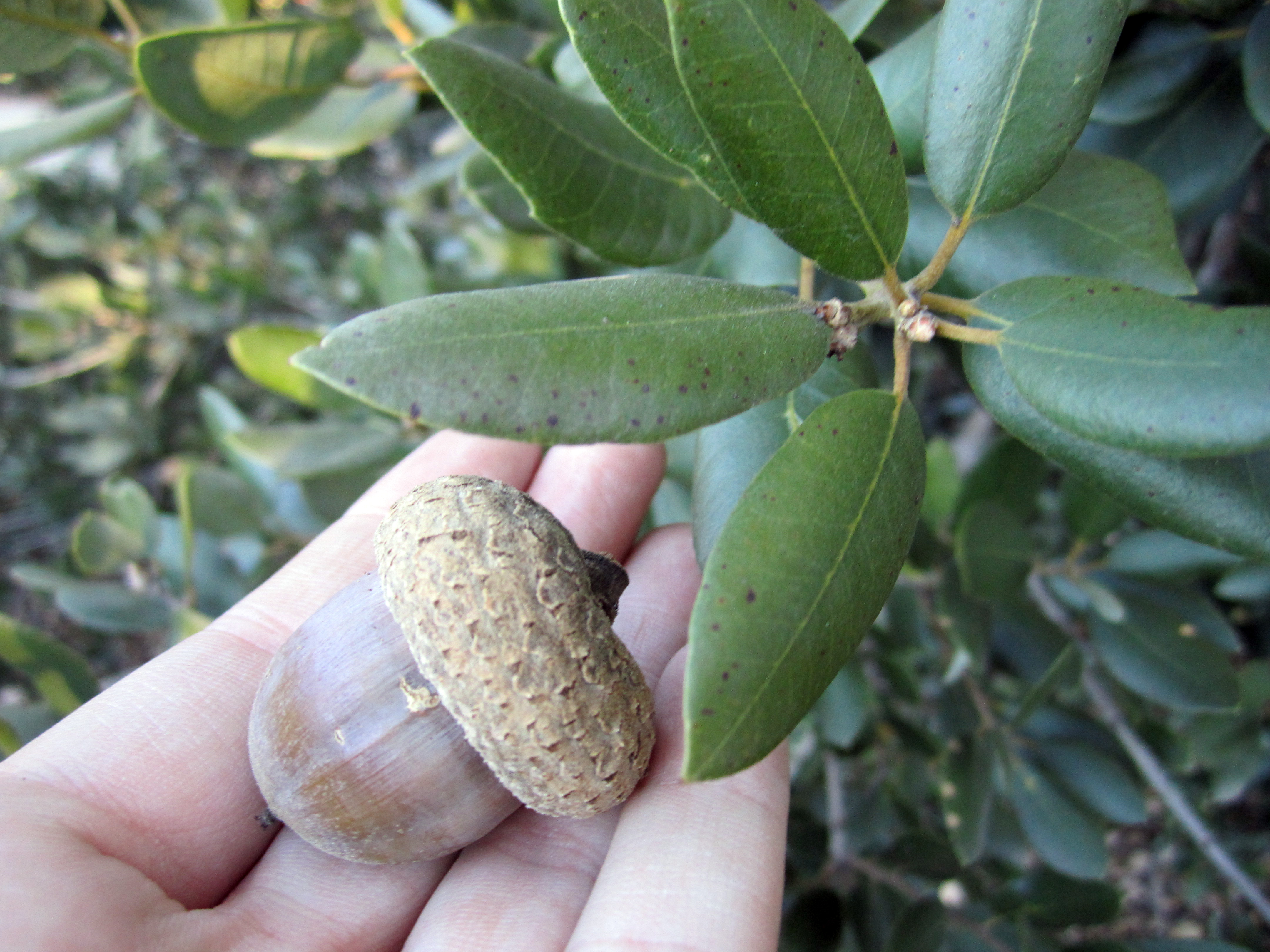
жолудь